# Scelimena guangxiensis
Scelimena guangxiensis är en insektsart som beskrevs av Zheng, Z. och G. Jiang 1994. Scelimena guangxiensis ingår i släktet Scelimena och familjen torngräshoppor. Inga underarter finns listade i Catalogue of Life.